# Cerro Linko Linko
Cerro Linko Linko är ett berg i Bolivia.   Det ligger i departementet La Paz, i den centrala delen av landet, 400 km nordväst om huvudstaden Sucre. Toppen på Cerro Linko Linko är 4 272 meter över havet.
Terrängen runt Cerro Linko Linko är mycket bergig, och sluttar österut. Runt Cerro Linko Linko är det glesbefolkat, med 11 invånare per kvadratkilometer.. Närmaste större samhälle är Cohoni, 12,0 km sydväst om Cerro Linko Linko. 
Trakten runt Cerro Linko Linko består i huvudsak av gräsmarker.